# Tailed Comedians
Die Tailed Comedians sind ein A-cappella-Ensemble aus Wiesbaden. Die Gruppe entstand 1985 im Rahmen eines Schulkabaretts als Gesangseinlage von fünf Wiesbadener Schülern. Das erste abendfüllende Theaterprogramm feierte 1989 in Wiesbaden Premiere. Seit 1992 besteht die Gruppe in der aktuellen Sängerbesetzung. 2010 trat an die Stelle des Pianisten Thomas Teske der Pianist Dirk Sobe. Die Gruppe hat sich ganz auf die Musik der 1920er- und 1930er-Jahre spezialisiert und singen neben den Original-Arrangements der weltberühmten Comedian Harmonists und deren Nachfolgegruppen auch Eigenarrangements. Aber auch Musikstücke anderer in den 1920er und 1930er Jahren aktiven Gesangsgruppen werden von den Tailed Comedians interpretiert. Ein Markenzeichen dabei ist das komödiantische Element neben einer musikalischen Darstellung, die dem musikalischen Vorbild, den Comedian Harmonists, sehr nahekommt.
Dass die Tailed Comedians ihrem großen Vorbild am nächsten kommen, fand Regisseur Joseph Vilsmaier, der die Gruppe für seinen preisgekrönten Film Comedian Harmonists als Stimmdoubles der Schauspieler (Ben Becker, Heino Ferch, Ulrich Noethen, Heinrich Schafmeister, Max Tidof und Kai Wiesinger) für all die Musikeinspielungen engagierte, die nicht vom Original stammen.
2015 lösten sich die Tailed Comedians auf.

## Diskografie
- 1998: Jetzt werden wir ganz albern
- 1998: Wenn ich vergnügt bin, muss ich singen
- 2009: Kassenschlager